# موريس سميث
موريس سميث (بالإنجليزية: Maurice Smith)‏ (13 ديسمبر 1961 بسياتل في الولايات المتحدة - ) هو ملاكم كيك بوكسينغ وفنان قتال مختلط وملاكم أمريكي.

## روابط خارجية
- موريس سميث على موقع IMDb (الإنجليزية)
- موريس سميث على موقع بوكس ريك (الإنجليزية) (registration required)
- موريس سميث على موقع يو إف سي (الإنجليزية)
- موريس سميث على موقع شيردوغ (الإنجليزية)